# بووینگتن (اردوگاه)
بووینگتن (انگلیسی: Bovington Camp) یک پادگان نیروی زمینی بریتانیا می‌باشد که در شهرستان دورست، انگلستان واقع شده‌است. این پادگان در سال ۱۸۹۹ تأسیس شده‌است.

## نگارخانه

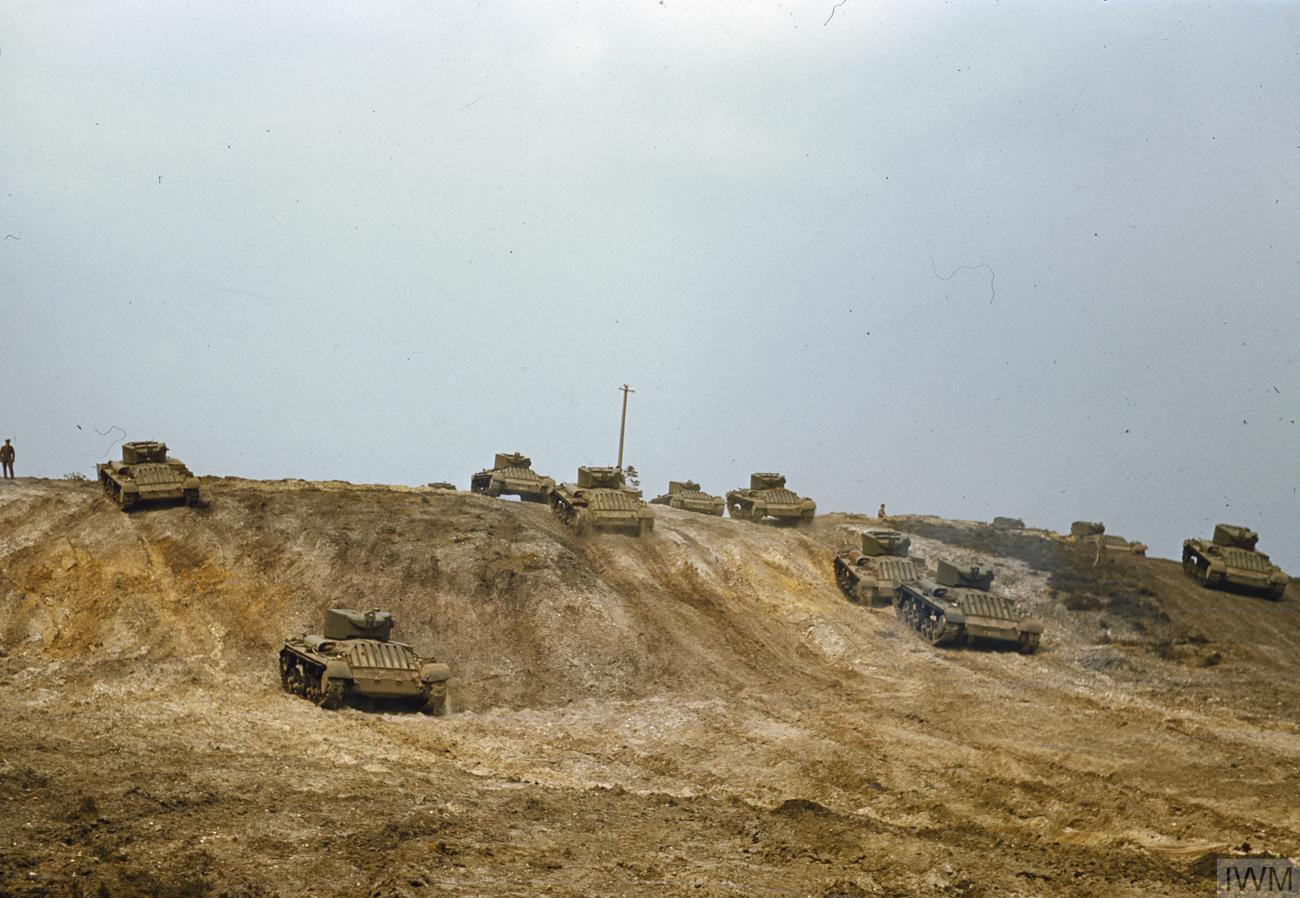